# Hôpital des Quinze-Vingts
Das Hôpital des Quinze-Vingts (auch Hôpital des Quinze-Vingt) befindet sich in der Rue de Charenton 28 im 12. Arrondissement von Paris. Die erhaltenen älteren Teile der Gebäude stehen als Monument historique unter Denkmalschutz.

## Geschichte
Das Krankenhaus wurde 1260 von Ludwig dem Heiligen als Hospital für Blinde gegründet und hatte seinen ersten Standort in der Rue Saint-Honoré, wo es bis 1780 blieb. Der Name kommt von quinze vingt „fünfzehn (mal) zwanzig“ = 300 im Vigesimalsystem und bezieht sich darauf, dass das Hospital 300 Betten zur Verfügung hatte. Der Legende nach wurde es für dreihundert von den Sarazenen geblendete Kreuzritter gegründet, die Ludwig IX. von seinem ersten Kreuzzug mitgebracht habe.
1780 ließ Ludwig XVI. das Hospital in die Rue de Charenton verlegen, in die ehemalige Kaserne der schwarzen Musketiere, deren Verband 1775 aufgelöst worden war.
Auch heute noch ist das Hôpital des Quinze-Vingts (in Gebäuden aus dem Jahr 1957) das Centre Hospitalier National d'Ophtalmologie des Quinze-Vingts, ein ophthalmologisches Fachkrankenhaus.
Durch die Gründung des Vision Institute, das im März 2008 am Standort CHNO, 17, rue Moreau in Paris, seine Pforten öffnete, wurde das Hospital zu einem Vorreiter in der Augenheilkunde. Es wurde als Strukturierungsprojekt des Weltklasse-Wettbewerbsclusters Medicen ausgezeichnet.
Dieser „riesige gläserne Bienenstock von 6.000 m²“ wurde dank einer Partnerschaft geschaffen: Im Jahr 2002 arbeiteten José-Alain Sahel (Dienstleiter bei CHNO des Quinze-Vingts und Direktor des Instituts) und sein Team mit drei Institutionen zusammen: INSERM, die Universität Pierre und Marie Curie und das CHNO des Quinze-Vingts, in Verbindung mit mehreren Krankenhausdiensten (Rothschild Ophthalmological Foundation, Lariboisière Hospital, Public Assistance), um ein Forschungszentrum für Augenkrankheiten aus dem Boden zu stampfen.
Seine Realisierung wurde im Rahmen einer öffentlich-privaten Beteiligung mit finanzieller Unterstützung des CHNO von Quinze-Vingts, Inserm, der Pierre-et-Marie-Curie-Universität, des Regionalrats von Île-de-France, der Stadt Paris, der AFM, der Federation of the Blind and Visually Handicapped of France, der Foundation Fighting Blindness (United States), der Rothschild Ophthalmological Foundation, der Europäischen Kommission, der Foundation for Medical Research, der National Research Agency, der NRJ Foundation und der Bettencourt-Schueller-Stiftung mit Unterstützung der Caisse des dépôts et consignations und ICADE sichergestellt.
Es muss zunächst zwölf Teams von Augenheilkundeexperten und acht Unternehmen beherbergen, deren Mission es sein wird, innovative Behandlungen gegen Augenerkrankungen zu entdecken und zu testen.